# Corvus orru
Corvus orru là một loài chim trong họ Corvidae.
Là loài bản địa phía bắc và phía tây của Úc và các đảo lân cận ở Indonesia và Papua New Guinea. Loài này có bộ lông màu đen, mỏ và miệng có tròng trắng. Nền của lông trên đầu và cổ có màu trắng. Quạ Torresia lớn hơn một chút với mỏ mạnh hơn so với loài quạ tương tự về mặt hình thái này nhưng nhỏ hơn.

## Hình ảnh

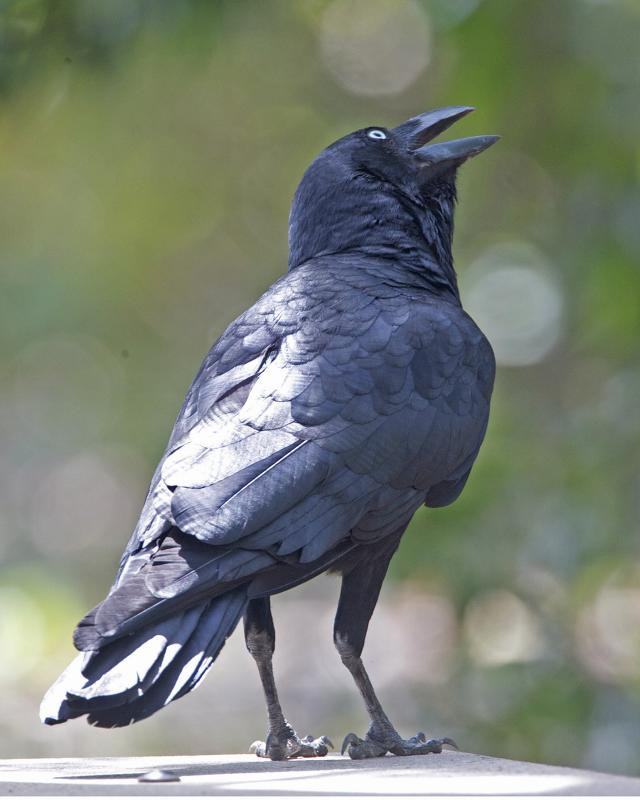